# Мортимер, Иэн
Иэн Мортимер (род. 22 сентября 1967 года, Великобритания) — британский историк и писатель, специализируется на изучении истории Средневековья.
Родился в местечке Петтс-Вуд, графстве Кент. Учился в нескольких университетах, степень доктора философии получил в 2004 году в Эксетере.
Мортимер является сторонником подлинности Письма Фиески и считает, что король Эдуард II не был убит, но бежал от своих противников и скрывался в континентальной Европе.
Автор как чисто исторических, хотя и написанных популярным языком книг, так и (с 2011 года) исторических детективов, содержащих художественный вымысел.
Наиболее известна его книга «The Time Traveller’s Guides to Medieval England», бестселлер 2010 года.
Проживает в графстве Девон, Англия.
Племянник английской теннисистки Ангелы Мортимер.
Критически относится к Википедии и к Джимми Уэйлсу.